# Rhinovirus
Rhinovirus er en gruppe af virus der hører under familien af picornavirus. Rhinovirus består af mindst 115 forskellige serotyper, der kan give anledning til forkølelse, som er en øvre luftvejsinfektion. Rhinovirus kan også give anledning til nedre luftvejsinfektioner.
Rhinovirus er ca. 30 nm i størrelse; til sammenligning er de fleste andre virus ca. 10 gange større. Den består af enkeltstrenget RNA i en virus kapsel med ikosaedralsk symmetri.